# Dreżewo Morskie
Dreżewo Morskie – wieś w Polsce, w województwie zachodniopomorskim, w powiecie gryfickim, w gminie Karnice.
Położona jest niedaleko miejscowości Pustkowo, w pobliżu drogi wojewódzkiej 102.
Pierwsze zabudowania powstały ok. 2015 roku i częściowo miały charakter domów sezonowych dla ludzi z różnych części kraju. 1 stycznia 2024 roku oficjalnie ustalono nazwę i rodzaj miejscowości, wpisując ją do wykazu urzędowych nazw miejscowości i ich części.